# Obština Džebel
Obština Džebel (bulharsky Община Джебел) je bulharská jednotka územní samosprávy v Kărdžalijské oblasti. Leží v jižním Bulharsku na jižních svazích Východních Rodopů. Správním střediskem je město Džebel, kromě něj zahrnuje obština 46 vesnic. Žije zde necelých 8 tisíc stálých obyvatel.

## Sídla
| - Albanci - Brežana - Cărkvica - Cvjatovo - Čakalci - Čereška - Dobrinci - Dušinkovo - Džebel (sídlo správy) - General Geševo - Ilijsko - Jamino - Kameňane - Kazacite - Kontil - Kozica | - Kupcite - Lebed - Miševsko - Mrežičko - Ovčevo - Paprat - Plazište - Podvrăch - Poljanec - Potoče - Pripek - Răt - Ridino - Rogozari - Rogozče - Roždensko | - Sipec - Skalina - Slănčogled - Sofijci - Šterna - Tărnovci - Telčarka - Ťuťunče - Ustren - Vălkovič - Velikdenče - Vodeničarsko - Žălti Rid - Žăltika - Želădovo |

## Sousední obštiny
| Růžice kompasu | Ardino    |                | Kărdžali   | Růžice kompasu |
| Růžice kompasu | Nedelino  | Sever          | Momčilgrad | Růžice kompasu |
| Růžice kompasu | Nedelino  | Obština Džebel | Momčilgrad | Růžice kompasu |
| Růžice kompasu | Nedelino  | Jih            | Momčilgrad | Růžice kompasu |
| Růžice kompasu | Zlatograd | Kirkovo        |            | Růžice kompasu |

## Obyvatelstvo
V obštině žije 7 969 stálých obyvatel a včetně přechodně hlášených obyvatel 28 665. Podle sčítáni 1. února 2011 bylo národnostní složení následující:
- Turci: 5 432 (74.1 %)
- Bulhaři: 1 245 (17.0 %)
- Romové: 3 (0.0 %)
- ostatní: 651 (8.9 %)